# Drujba, Reșetîlivka
Drujba (în ucraineană Дружба) este un sat în comuna Șevcenkove din raionul Reșetîlivka, regiunea Poltava, Ucraina.

## Demografie
Componența lingvistică a localității Drujba
     Ucraineană (93,26%)
     Rusă (5,7%)
     Alte limbi (1,04%)
Conform recensământului din 2001, majoritatea populației localității Drujba era vorbitoare de ucraineană (93,26%), existând în minoritate și vorbitori de rusă (5,7%).